# Барбара (футболістка)
Барбара Мішелін ду Монте Барбоса або просто Барбара (порт.-браз. Bárbara Micheline do Monte Barbosa / Bárbara; нар. 4 лютого 1988, Ресіфі, Бразилія) — бразильська футболістка, воротар клубу «Кіндерманн» та національної збірної Бразилії. Протягом кар'єри виступала на батьківщині, а також у клубах з Італії, Швеції та Німеччини. З моменту дебюту в національній команді у 2007 році зіграла понад 40 матчів за Бразилію. У складі бразильської збірної взяла участь у 4-ох розіграшах жіночого чемпіонату світу та в двох олімпійських футбольних турнірах.

## Клубна кар'єра
Ще в юності виступала на шкільних іграх Пернамбуку у футзалі та гандболі. У 2006 році розпочала футбольну кар'єру в «Спорт Ресіфі», де виступала до 2008 року. Восени 2008 року приєдналася до італійського клубу «Наполі». На початку 2009 року перейшла до шведської команди Дамаллсвенсканf «Суннана», де виступала протягом двох сезонів, допоки за підсумком сезону 2010 року клуб не понизився в класі. Відхилила декілька пропозицій від шведських команд й повернулася на батьківщину до рідного для себе «Спорт Ресіфі», де виступала до 2011 року, після чого перейшла до «Фож Катаратаж». У сезоні 2013/14 років зіграла 4 матчі в жіночій Бундеслізі за «Клоппенбург».
У 204 році вперше приєдналася до «Кіндерманна», в якому виступала до 2015 року. За перший період свого перебування в команді виграла кубок Бразилії 2015 року (останній розіграш турніру провели наступного року). Також нетривалий період часу виступала в клубах «Сан-Каетану», «Ботафогу» (Жуан-Пессоа) та «Фож Катаратаж». У 2017 році повернулася до «Кфндерманна», який з 2019 році розпочав співпрацю з «Аваї»

## Кар'єра в збірній
На жіночому молодіжному чемпіонаті світу 2006 року інтернет-портал FIFA.com повідомив, що гра у ворпотах Барбари стала «ключовим фактором» у завоюванні бразильською командою бронзових нагород. У вересні 2007 року Барбара дебютувала за національну збірну Бразилії в програному (1:2) товариському матчі проти Японії на Арені Фукуда Денші в Тібі. Отримала виклик до складу збірної Бразилії на Панамериканські ігри 2007, де вона стала дублеркою ветерана Андреї Сунтаке.
На Олімпійських іграх у Пекіні 2008 року була основним воротарем збірної Бразилії. На турнірі стала срібною призеркою, оскільки у фіналі збірна Бразилії в додатковий час поступилася (0:1) США. Після фіналу Барбара дала уявлення про відсутність розвитку бразильського жіночого футболу, коли повідомила, що її клуб не платив заробітну плату протягом шести місяців. У 2007 та 2015 році разом з бразилійками ставала срібною призеркою Пан-Американських ігор.
Барбара була частиною збірної Бразилії на чемпіонаті світу 2011, 2015 та 2019 років.

## Особисте життя
Барбара — відкрита лесбійка, перебуває у стосунках зі своєю партнеркою Лідіан.

## Досягнення

### Клубні
«Кіндерманн»
- Кубок Бразилії
  -  Володар (1): 2015

«Аваї/Кіндерманн»
- Ліга Катаріненсе
  -  Чемпіон (1): 2018

### У збірній
- Чемпіонат світу
  -  Срібний призер (1): 2007

- Панамериканські ігри
  -  Чемпіон (2): 2007, 2015
  -  Срібний призер (1): 2011

- Молодіжний жіночий чемпіонат Південної Амрики
  -  Чемпіон (1): 2010
  -  Бронзовий призер (1): 2006

- Кубок Америки
  -  Володар (1): 2018

- Олімпійські ігри
  -  Срібний призер (1): 2008

### Індивідуальні
- Найкраща воротарка жіночої Серії A-1